# Parafia Miłosierdzia Bożego w Lęborku
Parafia pw. Miłosierdzia Bożego w Lęborku – rzymskokatolicka parafia należąca do dekanatu lęborskiego diecezji pelplińskiej w Lęborku.
Od 1 sierpnia 2015 roku proboszczem jest ksiądz Rafał Cieszyński.